# Primi ministri della Jugoslavia
I primi ministri della Jugoslavia dal 1918 (proclamazione del Regno dei Serbi, Croati e Sloveni) al 2006 (dissoluzione dell'Unione Statale di Serbia e Montenegro) furono i seguenti.

## Lista
| Primo ministro                                           | Primo ministro                              | Primo ministro                   | Partito                                           | Inizio           | Fine             |
| -------------------------------------------------------- | ------------------------------------------- | -------------------------------- | ------------------------------------------------- | ---------------- | ---------------- |
| Regno dei Serbi, Croati e Sloveni (1918-1929)            |                                             |                                  |                                                   |                  |                  |
|                                                          |                                             | Nikola Pašić (ad interim)        | Partito Radical-Popolare                          | 1º dicembre 1918 | 22 dicembre 1918 |
|                                                          |                                             | Stojan Protić                    | Partito Radical-Popolare                          | 22 dicembre 1918 | 16 agosto 1919   |
|                                                          |                                             | Ljubomir Davidović               | Partito Democratico                               | 16 agosto 1919   | 19 febbraio 1920 |
|                                                          |                                             | Stojan Protić                    | Partito Radical-Popolare                          | 19 febbraio 1920 | 16 maggio 1920   |
|                                                          |                                             | Milenko Vesnić                   | Partito Radical-Popolare                          | 16 maggio 1920   | 1º gennaio 1921  |
|                                                          |                                             | Nikola Pašić                     | Partito Radical-Popolare                          | 1º gennaio 1921  | 28 luglio 1924   |
|                                                          |                                             | Ljubomir Davidović               | Partito Democratico                               | 28 luglio 1924   | 6 novembre 1924  |
|                                                          |                                             | Nikola Pašić                     | Partito Radical-Popolare                          | 6 novembre 1924  | 8 aprile 1926    |
|                                                          |                                             | Nikola Uzunović                  | Partito Radical-Popolare                          | 8 aprile 1926    | 17 aprile 1927   |
|                                                          |                                             | Velimir Vukićević                | Partito Radical-Popolare                          | 17 aprile 1927   | 28 luglio 1928   |
|                                                          |                                             | Anton Korošec                    | Partito Popolare Sloveno                          | 28 luglio 1928   | 7 gennaio 1929   |
| Regno di Jugoslavia (1929-1945)                          |                                             |                                  |                                                   |                  |                  |
|                                                          |                                             | Petar Živković                   | Partito Nazionale Jugoslavo                       | 7 gennaio 1929   | 4 aprile 1932    |
|                                                          |                                             | Vojislav Marinković              | Partito Nazionale Jugoslavo                       | 4 aprile 1932    | 3 luglio 1932    |
|                                                          |                                             | Milan Srškić                     | Partito Nazionale Jugoslavo                       | 3 luglio 1932    | 27 gennaio 1934  |
|                                                          |                                             | Nikola Uzunović                  | Partito Nazionale Jugoslavo                       | 27 gennaio 1934  | 22 dicembre 1934 |
|                                                          |                                             | Bogoljub Jevtić                  | Partito Nazionale Jugoslavo (fino al 1935)        | 22 dicembre 1934 | 24 giugno 1935   |
|                                                          | Unione Radicale Jugoslava (dal 1935)        | Bogoljub Jevtić                  |                                                   | 22 dicembre 1934 | 24 giugno 1935   |
|                                                          |                                             | Milan Stojadinović               | Unione Radicale Jugoslava                         | 24 giugno 1935   | 5 febbraio 1939  |
|                                                          |                                             | Dragiša Cvetković                | Unione Radicale Jugoslava                         | 5 febbraio 1939  | 27 marzo 1941    |
|                                                          |                                             | Dušan Simović                    | Indipendente                                      | 27 marzo 1941    | 12 gennaio 1942  |
|                                                          |                                             | Slobodan Jovanović               | Indipendente                                      | 12 gennaio 1942  | 26 giugno 1943   |
|                                                          |                                             | Miloš Trifunović                 | Partito Radicale Popolare                         | 26 giugno 1943   | 10 agosto 1943   |
|                                                          |                                             | Božidar Purić                    | Indipendente                                      | 10 agosto 1943   | 8 luglio 1944    |
|                                                          |                                             | Ivan Šubašić                     | Partito Rurale Croato                             | 8 luglio 1944    | 2 novembre 1944  |
| Repubblica Socialista Federale di Jugoslavia (1945-1992) |                                             |                                  |                                                   |                  |                  |
|                                                          |                                             | Josip Broz Tito                  | Lega dei Comunisti di Jugoslavia                  | 2 novembre 1944  | 29 giugno 1963   |
|                                                          |                                             | Petar Stambolić                  | Lega dei Comunisti di Jugoslavia                  | 29 giugno 1963   | 16 maggio 1967   |
|                                                          |                                             | Mika Špiljak                     | Lega dei Comunisti di Jugoslavia                  | 16 maggio 1967   | 18 maggio 1969   |
|                                                          |                                             | Mitja Ribičič                    | Lega dei Comunisti di Jugoslavia                  | 18 maggio 1969   | 30 luglio 1971   |
|                                                          |                                             | Džemal Bijedić                   | Lega dei Comunisti di Jugoslavia                  | 30 luglio 1971   | 18 gennaio 1977  |
|                                                          |                                             | Veselin Đuranović                | Lega dei Comunisti di Jugoslavia                  | 18 gennaio 1977  | 16 maggio 1982   |
|                                                          |                                             | Milka Planinc                    | Lega dei Comunisti di Jugoslavia                  | 16 maggio 1982   | 15 maggio 1986   |
|                                                          |                                             | Branko Mikulić                   | Lega dei Comunisti di Jugoslavia                  | 15 maggio 1986   | 16 marzo 1989    |
|                                                          |                                             | Ante Marković                    | Lega dei Comunisti di Jugoslavia                  | 16 marzo 1989    | 20 dicembre 1991 |
|                                                          | Unione delle Forze Riformiste di Jugoslavia | Ante Marković                    |                                                   | 16 marzo 1989    | 20 dicembre 1991 |
|                                                          |                                             | Aleksandar Mitrović (ad interim) | Partito Socialista di Serbia                      | 20 dicembre 1991 | 14 luglio 1992   |
| Repubblica Federale di Jugoslavia (1992-2003)            |                                             |                                  |                                                   |                  |                  |
|                                                          |                                             | Milan Panić                      | Indipendente                                      | 14 luglio 1992   | 9 febbraio 1993  |
|                                                          |                                             | Radoje Kontić                    | Partito Democratico dei Socialisti del Montenegro | 9 febbraio 1993  | 19 maggio 1998   |
|                                                          |                                             | Momir Bulatović                  | Partito Popolare Socialista del Montenegro        | 19 maggio 1998   | 4 novembre 2000  |
|                                                          |                                             | Zoran Žižić                      | Partito Popolare Socialista del Montenegro        | 4 novembre 2000  | 24 luglio 2001   |
|                                                          |                                             | Dragiša Pešić                    | Partito Popolare Socialista del Montenegro        | 24 luglio 2001   | 7 marzo 2003     |
| Unione Statale di Serbia e Montenegro (2003-2006)        |                                             |                                  |                                                   |                  |                  |
|                                                          |                                             | Svetozar Marović                 | Partito Democratico dei Socialisti del Montenegro | 7 marzo 2003     | 3 giugno 2006    |